# Renaud Emond
Pour les articles homonymes, voir Emond.
Renaud Emond, né le 5 décembre 1991 à Virton en Belgique, est un footballeur belge, aujourd'hui retraité, qui joue au poste d'attaquant.

## Biographie

### En club

#### Excelsior Virton
Renaud Emond commence sa carrière au Royal Excelsior Virton, club évoluant en troisième division belge. Lors de la saison 2012-2013, il inscrit vingt-sept buts, permettant à son équipe remporter le titre. 

#### Waasland-Beveren
Cette saison réussie lui permet de se faire remarquer par Waasland-Beveren qui évolue en Jupiler Pro League. Le 23 août 2013, Renaud fait ses débuts contre le Lierse (victoire 0-1 à la chaussée du Lisp). Confirmant son talent à la finition, il plante quatorze roses et termine troisième meilleur buteur de l'exercice 2014-2015, premier belge du classement à égalité avec Geoffrey Mujangi Bia.  

#### Standard de Liège
Fin août, il quitte les Waaslandiens pour le Standard de Liège. Dans les rangs liégeois, même s'il offre la victoire à ses couleurs lors d'un choc wallon très chaud à Charleroi en octobre 2015, il figure rarement dans le onze de base jusqu'à sa troisième saison au club. En l'absence de Duje Čop blessé et d'Orlando Sá suspendu, Ricardo Sá Pinto le titularise alors à plusieurs reprises. Il saisit sa chance, marquant six buts en huit matchs dont un triplé à domicile lors de la demi-finale aller de Coupe de Belgique face au Club Bruges. Son ardeur au travail et sa force de caractère souvent louées par ses équipiers sont ainsi enfin récompensées.  
Emond dispute la finale de cette compétition le 17 mars 2018 face au KRC Genk, inscrivant le pion victorieux sur une passe décisive de Carcela lors des prolongations. Il termine meilleur buteur rouge et blanc en 2017-18 et 2018-19 avec quinze puis seize goals. 

#### FC Nantes
Le 9 janvier 2020, il est transféré pour un montant avoisinant les quatre millions d’euros au FC Nantes. Il dispute son premier match parmi l'élite hexagonale le 12 janvier lors d'un déplacement à Saint-Étienne (20e journée, victoire 0-2) puis inscrit son premier but sous ses nouvelles couleurs la semaine suivante lors des seizièmes de finale de la Coupe de France face à l'Olympique lyonnais (défaite 3-4). La saison étant interrompue le 8 mars en raison de la pandémie de Covid-19, il ne participe qu'à six rencontres (dont trois titularisations) lors de ses premiers mois en Loire-Atlantique. Victime de l'éclosion de Randal Kolo Muani la saison suivante, il ne connaît sa première titularisation en championnat que le 25 novembre face au RC Lens (8e journée, 1-1). Sur la première partie de l'exercice 2020-2021, il ne prend part qu'à dix matches de Ligue 1 au cours desquels il marque un but.

#### Retour au Standard de Liège
Le 11 janvier 2022, deux ans après son départ du Standard, Il revient chez les Rouches pour deux ans et demi. La transaction est évaluée à 200 000 euros. Dès son retour à Liège, il plante coup sur coup deux buts, un contre le Club Bruges  et un au KAS Eupen puis reste muet jusqu'à la fin de la saison au sein d'un Standard à la dérive. Le 3 septembre 2022, face au KV Ostende, il est victime d’une grave blessure au genou qui le tient éloigné de la compétition pendant plus de cinq mois. Le 14 avril 2023, il inscrit en fin de partie contre le Sporting Charleroi son premier but en championnat depuis le 21 août 2022 et reçoit une seconde carte jaune synonyme d'exclusion pour avoir enlevé son maillot dans l'euphorie du moment.

#### KAS Eupen
Libéré par le Standard début janvier 2024, il signe dans la foulée un contrat d'un an et demi avec les Pandas.
Le 28 juin 2025, Renaud Emond annonce mettre un terme à sa carrière professionnelle plus tôt qu'il ne l'aurait souhaité, la faute à un problème de cartilage au genou.

## Statistiques

### En club
| Saison                | Club                  | Championnat           | Championnat | Championnat | Championnat | Coupe(s) nationale(s) | Coupe(s) nationale(s) | Coupe(s) nationale(s) | Supercoupe | Supercoupe | Supercoupe | Compétition(s) continentale(s) | Compétition(s) continentale(s) | Compétition(s) continentale(s) | Compétition(s) continentale(s) | Autres compétitions | Autres compétitions | Autres compétitions | Autres compétitions | Total | Total | Total |
| Saison                | Club                  | Division              | M.          | B.          | P.d.        | M.                    | B.                    | P.d.                  | M.         | B.         | P.d.       | Comp.                          | M.                             | B.                             | P.d.                           | Comp.               | M.                  | B.                  | P.d.                | M.    | B.    | P.d.  |
| 2009-2010             | RE Virton             | Division 3B           | 2           | 0           | -           | -                     | -                     | -                     | -          | -          | -          | -                              | -                              | -                              | -                              | -                   | -                   | -                   | -                   | 2     | 0     | 0     |
| 2010-2011             | RE Virton             | Division 3B           | 16          | 8           | -           | 1                     | 0                     | -                     | -          | -          | -          | -                              | -                              | -                              | -                              | TF                  | 4                   | 0                   | -                   | 21    | 8     | 0     |
| 2011-2012             | RE Virton             | Division 3A           | 27          | 8           | -           | -                     | -                     | -                     | -          | -          | -          | -                              | -                              | -                              | -                              | TF                  | 3                   | 0                   | -                   | 30    | 8     | 0     |
| 2012-2013             | RE Virton             | Division 3B           | 35          | 29          | -           | 3                     | 3                     | -                     | -          | -          | -          | -                              | -                              | -                              | -                              | -                   | -                   | -                   | -                   | 38    | 32    | 0     |
| Sous-total            | Sous-total            | Sous-total            | 80          | 45          | -           | 4                     | 3                     | -                     | -          | -          | -          | -                              | -                              | -                              | -                              | -                   | 7                   | 0                   | -                   | 91    | 48    | 0     |
| 2013-2014             | Waasland-Beveren      | Division 1            | 13          | 1           | 0           | 0                     | 0                     | 0                     | -          | -          | -          | -                              | -                              | -                              | -                              | PO2                 | 3                   | 2                   | 0                   | 16    | 3     | 0     |
| 2014-2015             | Waasland-Beveren      | Division 1            | 28          | 13          | 1           | -                     | -                     | -                     | -          | -          | -          | -                              | -                              | -                              | -                              | PO2                 | 6                   | 1                   | 0                   | 34    | 14    | 1     |
| 2015-2016             | Waasland-Beveren      | Division 1            | 6           | 2           | 0           | -                     | -                     | -                     | -          | -          | -          | -                              | -                              | -                              | -                              | PO2                 | -                   | -                   | -                   | 6     | 2     | 0     |
| Sous-total            | Sous-total            | Sous-total            | 47          | 16          | 1           | 0                     | 0                     | 0                     | -          | -          | -          | -                              | -                              | -                              | -                              | -                   | 9                   | 3                   | 0                   | 56    | 19    | 1     |
| 2015-2016             | Standard de Liège     | Division 1            | 19          | 2           | 1           | 4                     | 0                     | 0                     | -          | -          | -          | -                              | -                              | -                              | -                              | PO2                 | 2                   | 0                   | 0                   | 25    | 2     | 1     |
| 2016-2017             | Standard de Liège     | Division 1A           | 9           | 2           | 0           | 1                     | 0                     | 0                     | 1          | 0          | 0          | C3                             | -                              | -                              | -                              | PO2                 | 5                   | 1                   | 1                   | 16    | 3     | 1     |
| 2017-2018             | Standard de Liège     | Division 1A           | 19          | 4           | 3           | 5                     | 6                     | 0                     | -          | -          | -          | -                              | -                              | -                              | -                              | PO1                 | 10                  | 5                   | 1                   | 34    | 15    | 4     |
| 2018-2019             | Standard de Liège     | Division 1A           | 28          | 12          | 0           | 1                     | 0                     | 0                     | 1          | 0          | 0          | C1+C3                          | 2+6                            | 1+2                            | 0+0                            | PO1                 | 6                   | 1                   | 0                   | 44    | 16    | 0     |
| 2019-2020             | Standard de Liège     | Division 1A           | 14          | 7           | 0           | 1                     | 0                     | 0                     | -          | -          | -          | C3                             | 5                              | 0                              | 1                              | -                   | -                   | -                   | -                   | 20    | 7     | 1     |
| Sous-total            | Sous-total            | Sous-total            | 89          | 27          | 4           | 12                    | 6                     | 0                     | 2          | 0          | 0          | -                              | 13                             | 3                              | 1                              | -                   | 23                  | 7                   | 2                   | 139   | 43    | 7     |
| 2019-2020             | FC Nantes             | Ligue 1               | 6           | 0           | 0           | 1                     | 1                     | 0                     | -          | -          | -          | -                              | -                              | -                              | -                              | -                   | -                   | -                   | -                   | 7     | 1     | 0     |
| 2020-2021             | FC Nantes             | Ligue 1               | 22          | 2           | 0           | -                     | -                     | -                     | -          | -          | -          | -                              | -                              | -                              | -                              | BR                  | 1                   | 0                   | 0                   | 23    | 2     | 0     |
| 2021-2022             | FC Nantes             | Ligue 1               | 6           | 0           | 0           | 2                     | 0                     | 0                     | -          | -          | -          | -                              | -                              | -                              | -                              | -                   | -                   | -                   | -                   | 8     | 0     | 0     |
| Sous-total            | Sous-total            | Sous-total            | 34          | 2           | 0           | 3                     | 1                     | 0                     | -          | -          | -          | -                              | -                              | -                              | -                              | -                   | 1                   | 0                   | 0                   | 38    | 3     | 0     |
| 2021-2022             | Standard de Liège     | Division 1A           | 11          | 2           | 0           | -                     | -                     | -                     | -          | -          | -          | -                              | -                              | -                              | -                              | -                   | -                   | -                   | -                   | 11    | 2     | 0     |
| 2022-2023             | Standard de Liège     | Division 1A           | 11          | 2           | 0           | -                     | -                     | -                     | -          | -          | -          | -                              | -                              | -                              | -                              | PO2                 | 5                   | 1                   | 0                   | 16    | 3     | 0     |
| 2023-2024             | Standard de Liège     | Division 1A           | 3           | 0           | 0           | 1                     | 1                     | 0                     | -          | -          | -          | -                              | -                              | -                              | -                              | -                   | -                   | -                   | -                   | 4     | 1     | 0     |
| Sous-total            | Sous-total            | Sous-total            | 25          | 4           | 0           | 1                     | 1                     | 0                     | -          | -          | -          | -                              | -                              | -                              | -                              | -                   | 5                   | 1                   | 0                   | 31    | 6     | 0     |
| 2023-2024             | KAS Eupen             | Division 1A           | 7           | 2           | 0           | -                     | -                     | -                     | -          | -          | -          | -                              | -                              | -                              | -                              | PO3                 | 5                   | 0                   | 0                   | 12    | 2     | 0     |
| 2024-2025             | KAS Eupen             | Division 1B           | 22          | 4           | 0           | 1                     | 1                     | 0                     | -          | -          | -          | -                              | -                              | -                              | -                              | -                   | -                   | -                   | -                   | 23    | 5     | 0     |
| Sous-total            | Sous-total            | Sous-total            | 29          | 6           | 0           | 1                     | 1                     | 0                     | -          | -          | -          | -                              | -                              | -                              | -                              | -                   | 5                   | 0                   | 0                   | 35    | 7     | 0     |
| Total sur la carrière | Total sur la carrière | Total sur la carrière | 304         | 100         | 5           | 21                    | 12                    | 0                     | 2          | 0          | 0          | -                              | 13                             | 3                              | 1                              | -                   | 50                  | 11                  | 2                   | 390   | 126   | 8     |

## Palmarès

### En club
|  |  | RE Virton - Championnat de Belgique de troisième division (1) : - Champion : 2013 |  | Standard de Liège - Championnat de Belgique : - Vice-champion : 2018 - Coupe de Belgique (2) : - Vainqueur : 2016 et 2018 - Supercoupe de Belgique : - Finaliste : 2016 et 2018 |  | FC Nantes - Coupe de France (1) : - Vainqueur : 2022 |

### Distinctions personnelles
- 2015 : Godefroid[a] catégorie sport[8].